# Angelo

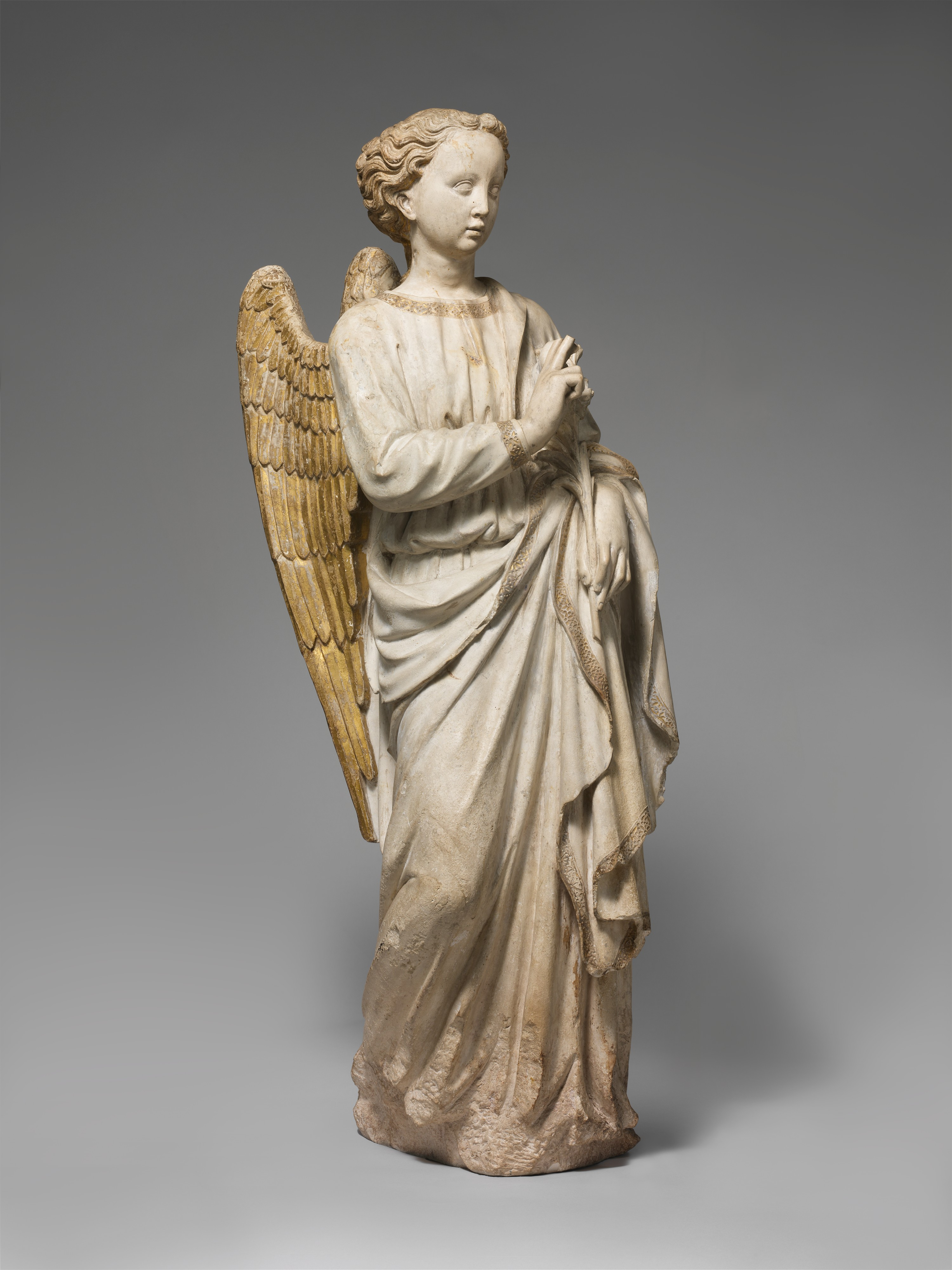
Statua dell'angelo dell'annunciazione (Metropolitan Museum of Art, 1440 circa)

Un angelo, in varie tradizioni religiose, è un essere spirituale che assiste e serve Dio, accompagnando anche l'uomo lungo il percorso del suo progresso spirituale e della sua esistenza terrena.

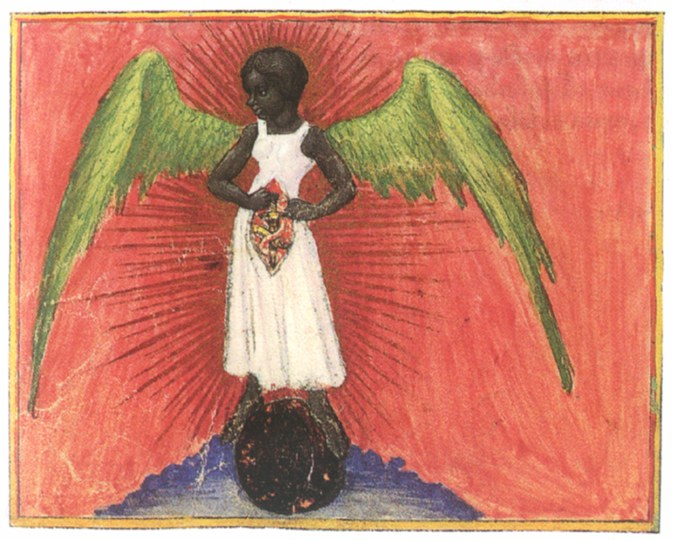
Miniatura dall'Aurora consurgens (1420)

Le principali religioni monoteiste (ebraismo, cristianesimo, islam) da secoli credono nell'esistenza di una numerosa gerarchia di angeli. Secondo l'iconografia tradizionale, quelli fedeli a Dio sono detti «bianchi», in relazione alla luce, mentre ve ne sono anche di ribelli, comandati da Satana, designati come «angeli neri» in analogia all'oscurità.

## Etimologia

A-ke-ro (dialetto miceneo, "messaggero") riportato in Lineare B, la prima scrittura greca risalente al XIV/XII secolo a.C., che precedette il termine αγγελος (ánghelos) dal medesimo significato.

La parola "angelo" deriva dal latino angelus e ha origine dalla parola greca ἄγγελος (traslitterazione: ággelos; pronuncia: ánghelos), traduzione dell'ebraico מלאך, mal'akh, che significa "messo", "messaggero", "servitore". 
Attestato nel dialetto miceneo nel XIV/XII secolo a.C. come akero, con il significato di inviato, messaggero, e reso con il termine daimon nelle prime traduzioni greche di testi giudaico-cristiani, resta ad oggi un mistero il passaggio al differente termine greco angelos che aveva invece accezione laica, con poche eccezioni: come messaggero delle divinità, il termine "angelo" appare per la prima volta associato al dio Hermes nelle credenze religiose della civiltà classica, ben distante dalla figura spirituale descritta nei Testi Sacri giudaico-cristiani. 
Durante l'alto e il basso medioevo, sino al primo rinascimento, fu usata la variante latina e volgare di 'angellus', 'angello' e 'augello' anche per l'onomastica, ancora chiaramente attestata negli archivi storici medievali di città come ad esempio Caltabellotta, Gaeta, Genova e Padova.

## Nella cultura religiosa classica

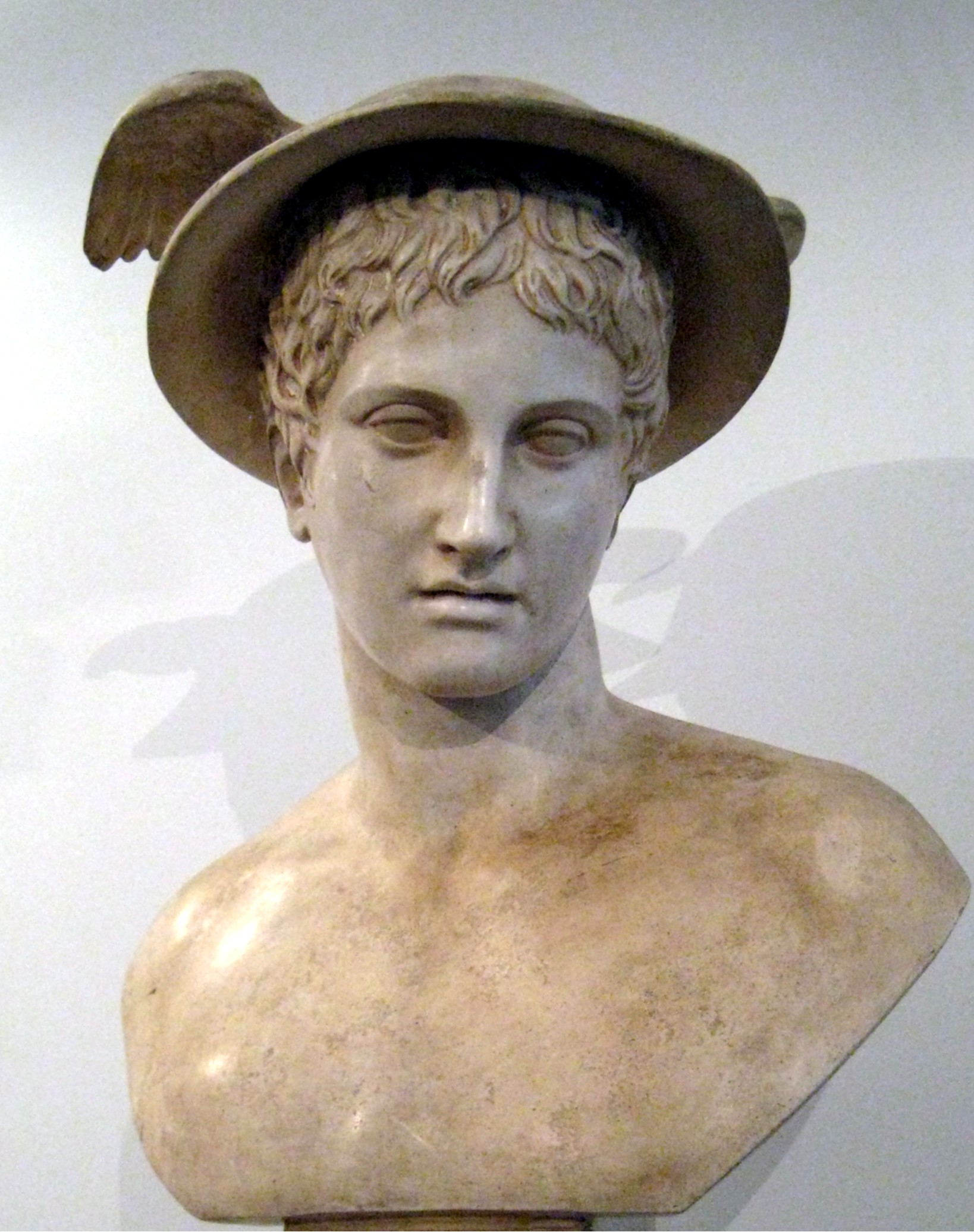
L'ánghelos Hermes alato, in un'opera classica conservata presso il Museo Puškin delle belle arti di Mosca.

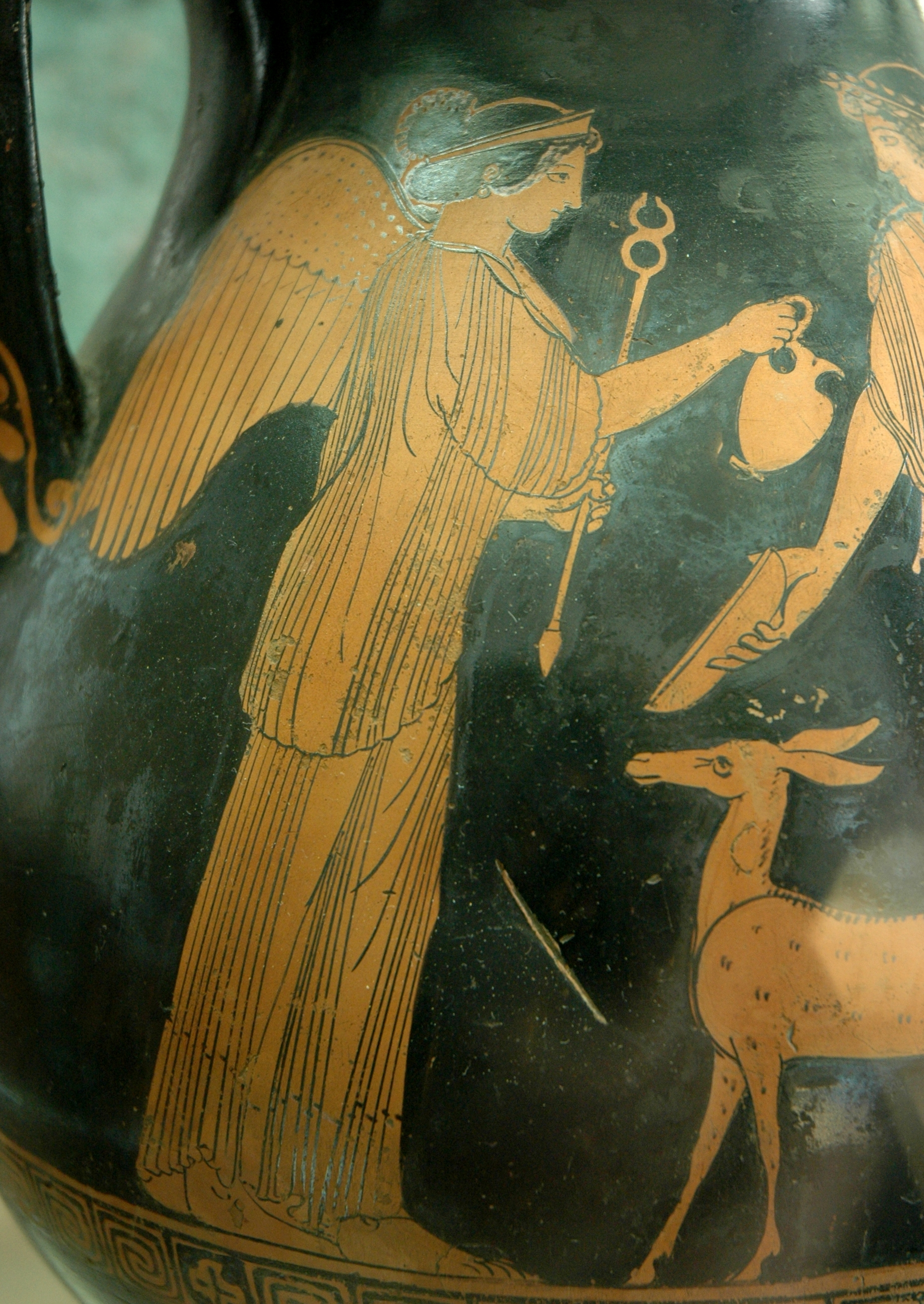
Iride alata (o Nike), opera risalente al V secolo a.C. rinvenuta ad Agrigento.

Il termine greco antico ánghelos (messaggero) è riferito al dio Hermes considerato il messaggero degli Dei. Identica funzione viene attribuita a Iride sia nell'Iliade sia negli Inni omerici, così in Platone, nel Cratilo (407e-408b) queste due divinità vengono indicate come ángheloi degli Dei. Allo stesso modo viene indicata Artemide-Ecate (Sofrone- Scoli a Teocrito, II,12) alludendo ai suoi rapporti con il mondo dei morti (Inferi). Anche Hermes è "messaggero di Persefone" (Inscriptiones Graecae XIV, 769) e quindi in rapporto con il mondo dei morti.
In collegamento a ciò, Sam Eitrem evidenzia che a Tera sono state rinvenute delle interessanti iscrizioni sepolcrali cristiane nelle quali viene menzionato l'ánghelos del defunto (Inscriptiones Graecae III, 933 e segg.).
Nella riflessione teologico-filosofica antica un tema corrispondente alla comune nozione degli angeli è già presente.
In Talete, come in Eraclito, il mondo è pieno di dei
Per i pitagorici i sogni erano inviati agli uomini dai geni.
Anche Democrito parlò di geni abitanti nello spazio.
Platone, in particolare nel Simposio, menzionò dei dáimōn che, ministri di Dio, sono vicini agli uomini per ben ispirarli.
Con Filone di Alessandria (20 a.C. ca–50 d.C.), filosofo e teologo di cultura ebraica ed ellenistica, l'ánghelos greco si incrocia con il mal'akh della Bibbia (così già reso nella Septuaginta) e diviene, nella sua spiegazione esegetico-allegorica della stessa Bibbia, il nesso fra il mondo sensibile e quello del Dio trascendente unitamente alle idee, alla sapienza e al pneuma. Questo nesso si rende necessario nella teologia di Filone in quanto il Dio trascendente non potrebbe avere un rapporto diretto con il mondo sensibile per via del male in esso contenuto.
A partire dal II-IV secolo, la teologia neoplatonica utilizzerà la figura dell'ánghelos, inserita nella processione dall'Uno unitamente ai Dèmoni e agli Eroi, seguendo l'ordine gerarchico di: Dei, Arcangeli, Angeli, Demoni ed Eroi.
Porfirio sosteneva che sono gli angeli a portare a Dio le nostre invocazioni difendendoci dai dèmoni malvagi.
Giamblico elaborò una gerarchia del mondo celeste sostenendo che gli angeli innalzano l'uomo dal mondo materiale mentre i demoni li spingono a immergervisi, gli arcangeli accompagnano le loro anime nel cielo e gli eroi si occupano del mondo. E la loro visione è ben differente:
(Giamblico. De mysteriis Aegyptiorum, Chaldeorum et Assyriorum II,3. Trad. it di Claudio Moreschini in Giamblico I misteri degli egiziani. Milano, Rizzoli, 2003, pag. 151)
Per Proclo gli angeli hanno il compito di aiutare l'uomo a tornare a Dio, sono esseri buoni che comunicano la volontà degli dei:
(Proclo Tria opuscola. Milano, Bompiani, 2004, pagg.510-1)
Il culto degli angeli fiorì in Egitto e Asia Minore tra il II e III secolo d.C.. In questo quadro tale figura veniva evocata dal rito teurgico e considerata come accompagnatore dell'uomo dall'ingresso all'esistenza terrena, quando la sua anima scendeva lungo le varie influenze delle sfere celesti che ne determinavano le caratteristiche personologiche, durante la vita in quanto ne erano guida e protezione, e nel dopo-morte, quando gli angeli divenivano responsabili della sua purificazione, dovendo recidere i vincoli dell'anima del defunto con il mondo della materia.
Andrea Piras evidenzia la stretta connessione tra gli angeli e le anime dei defunti nelle credenze relative all'immortalità delle religioni del mondo classico in quanto, secondo tali credenze, le anime migliori venivano trasformate in angeli. Così se una persona veniva formata attraverso la perfezione spirituale poteva acquisire uno status simile a quello degli angeli e questo spiegherebbe l'aggiunta del termine "angelo" al nome del defunto nelle iscrizioni funerarie.

## Nella cultura religiosa dell'area mesopotamica
La cultura religiosa dell'area mesopotamica ha elaborato alcune credenze sugli angeli, qui indicati con il termine sukkal (o sukol), che riverbereranno nei successivi monoteismi. Il ruolo dell'angelo babilonese è quello di messaggero-inviato del dio: il sukkal di Marduk è, ad esempio, Nabu, quello di Anu è Papsukkal mentre quello di Inanna è Mummu.
La cultura religiosa babilonese possiede degli angeli-custodi degli uomini (shedu e lamassu) raffigurati all'ingresso delle case per la protezione degli abitanti, accompagnandoli quando escono dalle stesse.
Altra figura importante è il karibu (o karabu, lett. "colui che prega, invoca") da cui deriverà il nome giunto nella lingua italiana come "cherubino". Il karibu viene raffigurato con le mani protese verso il cielo pronto a intercedere con gli Dei. La sua rappresentazione, in forma antropomorfa o zoomorfa, ma comunque munita di ali è poi declinata nelle iconografie delle religioni abramitiche.

## Nello Zoroastrismo

Un Fravašay alato. Questo simbolo rappresenta lo "spirito guardiano", ma anche l'anima dell'uomo.

Gli "angeli" ricoprono un ruolo fondamentale nella religione zoroastriana.
Lo Zoroastrismo (o Mazdeismo) è la religione fondata dal profeta iranico Zarathuštra presumibilmente tra il X e l'VIII secolo a.C. e che avrà una notevole influenza sull'Ebraismo e sullo stesso Cristianesimo. Tale fede religiosa presuppone l'esistenza di un unico Dio indicato con il nome di Ahura Mazdā (Colui che crea con il pensiero) sapiente, onnisciente e sommo bene il quale all'origine dei tempi creò due spiriti superiori (mainyu) più una serie di spiriti secondari. Dopo tale creazione, uno dei due spiriti superiori, Angra Mainyu (Spirito del male), si ribellò al Dio unico trascinando con sé una moltitudine di esseri celesti secondari denominati Daēva, l'altro spirito superiore Spenta Mainyu (Spirito santo del bene) unitamente ad altri spiriti secondari indicati come Ameša Spenta restarono invece fedeli ad Ahura Mazdā, avviando uno scontro cosmico tra il Bene e il Male di cui la creazione dell'universo materiale e dell'uomo ne rappresenterà l'elemento centrale. All'interno di questo quadro cosmico l'uomo creato dal Dio unico deve scegliere se schierarsi con il Bene o con il Male, il fedele zorastriano non ha dubbi al riguardo:
(Avestā. Yasna, XII,1)
Così Arnaldo Alberti:
(in Avestā a cura di Arnaldo Alberti. Torino, Utet, 2008, pag.623)
Il libro sacro dello Zoroastrismo, l'Avestā, menziona al VI verso del I Yasna anche degli esseri angelici denominati Fravašay (anche Fravaši) in qualità di "angeli custodi" o "spiriti guardiani benefici" degli uomini vivi, delle loro famiglie e comunità e delle loro anime dopo la loro morte.
Un'ulteriore entità spirituale, indicata come Yazata (lett. il "venerabile") e assimilabile anch'essa alla nozione di angelo, compare tra gli altri nello Yasna I, 3 dell'Avestā:
(Avestā. Yasna, I,3. Traduzione Arnaldo Alberti, in Avestā. Torino, UTET, 2008, pag.90)

## Nell'Ebraismo
Il termine "angelo" è usato anche per l'ebraico biblico מלאך, mal'akh, sempre con il significato di "inviato", "messaggero"; anche per אביר, abbir (lett. "potente" o anche "uomo forte, valoroso" nel Salmo 78,25); per א*להים, ělōhîm (sost. masch. plurale; lett: legislatori, giudici - riferito a persone o riferito a Dio, divinità straniere o in talune interpretazioni, spiriti celesti - nel Salmo 8,5); e per שִׁנְאָן shin'an (moltitudini) nel Salmo 68,17.

### Giudaismo del Secondo Tempio
Il Giudaismo eredita dalla tradizione mesopotamica alcuni termini come Karibu, reso in ebraico come Kerub (כְּרוּב). Ma nel monoteismo biblico Kerub non è una divinità a cui essere devoti, quanto piuttosto un sottoposto dell'unico Dio onnipotente indicato come Jhwh.
La figura del Kerub compare nel Libro della Genesi:
(Libro della Genesi, III, 24. Traduzione in italiano di Alfredo Sabato Toaff in Genesi, Bibbia ebraica (a cura di Dario Disegni. Torino, Giuntina, 2010, pag.10)
Allo stesso modo sulla nozione dell'"angelo" biblico si osservano influenze semitiche, cananee e zoroastriane. Così come il nome del diavolo Ashmedai (אשמדאי) che compare nel testo deuterocanonico del Libro di Tobia deriva dall'avestico *Aēšmadaēva (demonio irato).
Nelle versioni ebraiche dei testi biblici מלאך, mal'akh indica quindi un "messaggero" dove il termine l'k indica generalmente l'"inviare" qualcuno per un'ambasciata, per osservare o anche spiare qualcuno o qualcosa.
Mal'akh Jhwh è quindi l'inviato di Dio che trasmette le sue volontà tra gli uomini. Mal'akh viene reso nella versione greca della Bibbia con il termine greco ánghelos.
Così, nel Libro della Genesi, testo databile a non prima della seconda metà del VI a.C., due Mal'akh Jhwh si presentano a Lot (לוֹט) per salvarlo dalla distruzione di Sodoma che stanno per compiere per ordine di Dio, e a cui Lot rende omaggio (lett. "faccia a terra": אַפַּיִם אָרְצָה, appayim aretzah):
(Genesi XIX,1. Traduzione italiana in Bibbia di Gerusalemme)
(Genesi XIX, 12-3. Traduzione italiana in Bibbia di Gerusalemme)
Nel Libro dei Giudici, testo del V secolo a.C., un angelo appare alla moglie sterile di Manoach per annunciargli la nascita di colui che li salverà dai Filistei:
partorirai un figlio. Ora guardati dal bere vino o bevanda inebriante e dal mangiare nulla d'immondo. Poiché ecco, tu concepirai e partorirai un figlio, sulla cui testa non passerà rasoio, perché il fanciullo sarà un nazireo consacrato a Dio fin dal seno materno; egli comincerà a liberare Israele dalle mani dei Filistei". La donna andò a dire al marito: "Un uomo di Dio è venuto da me; aveva l'aspetto di un angelo di Dio, un aspetto terribile. Io non gli ho domandato da dove veniva ed egli non mi ha rivelato il suo nome, ma mi ha detto: Ecco tu concepirai e partorirai un figlio; ora non bere vino né bevanda inebriante e non mangiare nulla d'immondo, perché il fanciullo sarà un nazireo di Dio dal seno materno fino al giorno della sua morte".»
(Giudici XIII,3-7. Traduzione italiana in Bibbia di Gerusalemme)
Nel Libro di Zaccaria, testo del V secolo a.C., un angelo compare al profeta per comunicargli delle istruzioni da parte di Dio:
(Zaccaria I, 8-15)
Nel testo apocalittico canonico del II secolo a.C., il Libro di Daniele, un angelo appare al giovane Daniele per spiegargli il significato simbolico delle visioni. Questo angelo ha un nome: Gabriele.
(Libro di Daniele VIII, 15-18)
Il nome "Gabriele" (גַּבְרִיאל, Gaḇrîʼēl) deriva da: geber, "uomo" (גָּ֫בֶר, nella sua accezione di "uomo valoroso", ovvero "guerriero") anche gabar (גָּבַר, "essere forte") e el (אֵל, Dio) quindi "Guerriero di Dio oppure Dio mi rende forte".
Accanto a Gabriele, sempre nel Libro di Daniele si colloca un altro angelo, il suo nome è Michele.
Il nome "Michele" (מִיכָאֵל, Mîkhā'ēl) deriva da: mi (מִי, chi), ki (כִּי, come) e el (אֵל, Dio) quindi "Chi (è) come Dio?".
Michele si presenta come un "principe" (שָׂר, sar) che tutela il popolo di Israele dagli altri principi malvagi ovvero angeli malvagi che proteggono i popoli di Persia (פָּרָס, paras) e di Grecia (יָוָן, yavan):
(Libro di Daniele X, 20-21)

#### Gli angeli nei testi "apocalittici" non canonici
In un testo "apocalittico", risalente al V secolo a.C. indicato come il Libro dei Vigilanti (inserito nel primo Libro di Enoch), alcuni angeli prendono forma umana per accompagnarsi alle donne, cadendo quindi dal loro stato celestiale:
(Enoc, VI. in Apocrifi dell'Antico Testamento vol.1 (a cura di Paolo Sacchi). Torino, UTET, 2006, pag.472)
Secondo Paolo Sacchi, docente emerito di Filologia biblica, tale dottrina della "caduta" angelica, propria dei testi apocalittici considerati poi apocrifi, rientra nel dibattito giudaico inerente alla presenza del Male nel mondo:
(Paolo Sacchi. Op.cit. pag.27)

### Esegesi rabbinica

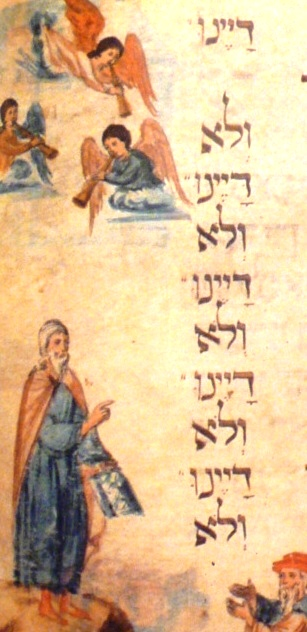
Particolare di un manoscritto risalente al XIV secolo e riguardante la Haggadah di Pesach: Mosè sul Monte Sinai con le Tavole della Legge, nel cielo degli angeli musicanti (conservato presso la Biblioteca nazionale di Francia).

Il nome biblico per "angelo", מלאך ("malak"), acquista il più tardo significato di angelo solo in connessione col nome di Dio, ad esempio "angelo del Signore", o "angelo di Dio" (מַלְאָך יְהוָה, ke mal'ach Yahweh Zaccaria 12:8). Altre espressioni sono "figli di Dio", (אֱלהִים בֵּן benei ha 'Elohim Genesi 6:4; Giobbe 1:6; Salmi 89:6) e "Suoi santi" (קדשים עמך kedoshim immach) (Zaccaria 14:5).
Secondo le interpretazioni dell'Ebraismo, il plurale E-lohim (pluralis maiestatis usato talora per indicare un dio al di sopra del loro ruolo, ricordando che nel nome dell'angelo è riportato il ruolo-fu zione per conto di un loro Superiore) viene impiegato talvolta in riferimento agli angeli, chiamati bnēi 'Elohim o bnēi Elim anche se in altre occasioni tali espressioni sono usate per riferirsi ai Giudici.
(1 Libri dei Re, XXII,19)
(Genesi XVIII, 1-3)
Nel periodo talmudico si sviluppa l'esegesi rabbinica rispetto alla natura degli angeli. Una prima suddivisione avviene nella credenza negli "angeli" creati per un solo giorno a gloria di Dio, per poi finire nella "corrente di fuoco" (נהר די נור, nehar di-nur), e quelli che, come Gabriele e Michele, gli restano accanto per servirlo nell'eternità.
Così Ben Azzai cita l'esistenza di questi due ordini angelici come credenza diffusa e accettata. D'altronde le fonti dei Tannaim, come la Mishnah, raramente si occupano degli angeli e comunque sostengono la loro incapacità di vedere pienamente la gloria di Dio.
Gli angeli, secondo le prime fonti rabbiniche, parlano la lingua ebraica, hanno la capacità di volare, sono in grado di spostarsi ovunque nonché di prevedere il futuro.
Nel Tanakh, precisamente al verso VI,2 di Bereshit (Genesi) viene riportato:
(Bereshit (Genesi) VI,2. Traduzione di Alfredo Sabato Toaff in Bibbia ebraica, vol.1. Torino, Giuntina, 2010)
Il rabbino Alfredo Sabato Toaff ricorda come l'espressione "figli di Dio" «secondo alcuni interpreti sono gli angeli che avrebbero assunto la forma umana. Avremmo qui una variante del racconto della caduta dal cielo degli angeli ribelli, dall'unione dei quali con donne della terra nacquero i giganti.»
Arthur Marmorstein ritiene che l'interpretazione sulla caduta degli "angeli ribelli" sia i realtà un'acquisizione successiva, influenzata dalle credenze dualistiche sugli spiriti del male non proprie della religione biblica, strettamente monoteistica.
Sempre Arthur Marmorstein ricorda anche che già i primi circoli talmudici avevano criticato questa lettura, proveniente, a loro detta, dai testi apocrifi, intendendo quindi "figli di Dio" solo in un significato profano, ovvero, ad esempio, come figli dei "Giudici".

#### La Cabala
In questo testo, di carattere esoterico, i dieci arcangeli maggiori sono quelli preposti alla creazione e alle leggi che governano l'universo. Queste le dieci figure angeliche e le loro rispettive funzioni:
- Metatron Sepharim - Svolge la funzione di vegliare sul popolo eletto ovvero Israele. Quelli che praticano l'occultismo si riferiscono spesso all'immagine di tale arcangelo con il viso di uomo e due corna in testa.
- Ratziel - Dirige l'ordine angelico dei cherubini. Viene rappresentato come un uomo splendente che ha nella mano destra sette stelle e dalla sua bocca esce una spada a due tagli.
- Tzaphkiele - Dirige l'ordine angelico dei troni. Viene rappresentato come un uomo simile a bronzo che ha in mano degli strumenti per la scrittura.
- Tzadkiel - Si tratta del rettore angelico delle denominazioni. Viene raffigurato con quattro ali ed è vestito di porpora.
- Samael - Rettore dell'ordine angelico delle potenze. L'immagine magica a cui si rivolgono gli occultisti è quella dell'angelo con quattro ali, con una veste arancione mentre impugna una spada davanti alla fiamma ardente.
- Mikhàil - Viene raffigurato con quattro ali, una veste dorata e nell'azione di calpestare la testa del drago.
- Haniel - Regge l'ordine angelico dei principati. Viene rappresentato sugli amuleti con due ali e una veste rossa.
- Raphael - Si tratta del rettore dell'ordine angelico degli arcangeli ed è rappresentato con due ali bianche e una veste grigia.
- Gabriel - Rettore dell'ordine angelico degli angeli. Viene rappresentato con due ali bianche, una veste bianca e azzurra mentre ha in mano una lampada accesa di color rubino.
- Metatron Messiah - Regge l'ordine degli Ishim ovvero delle anime beate. Secondo i cabalisti questo nome è il livello di evoluzione massima a cui l'essere umano possa ispirare[44].

#### Ordini angelici
Innumerevoli gli angeli con i loro rispettivi nomi, tra i quali i più conosciuti Michele, Gabriele, Raffaele (רְפָאֵל Rephael: da רָפָא rapha inteso come "curare, purificare" e אֵל El, "Dio") ed Uriel (אוּרִיאֵל, da אוּרִי uri inteso come "luce", e אֵל El, "Dio": "Luce di Dio" o "Dio è la mia luce").
(Libro di Ezechiele I, 4-28)

##### Le missioni degli angeli
Si crede che gli Angeli siano stati creati da Dio nel secondo giorno.
L'Universo, secondo gli Ebrei, è abitato da due categorie di esseri: gli angeli e gli esseri umani. Esistono ordini, classi e schiere a capo delle quali viene distinto un angelo principale. Molte notizie sugli angeli si trovano nell'insegnamento dei rabbini, l'angelologia non è creazione di esso. Una corte celeste, con Dio Re e un esercito di ministri attorno a Lui, si trova descritta nella Bibbia e gli angeli vengono citati quali servi dell'Altissimo.
Il motivo fondamentale dell'angelologia rabbinica non è quello di trovare intermediari tra Dio e il mondo, poiché non vi è bisogno di tali intermediari. Il vero scopo di essa era la glorificazione di Dio. Quindi il compito primario degli angeli, per gli Ebrei, è quello di onorare Dio, ma anche di portare messaggi agli uomini. Non svolgono, quindi, una funzione di intercessione per gli uomini, ma di presentazione agli uomini della volontà di Dio.

## Nel Cristianesimo

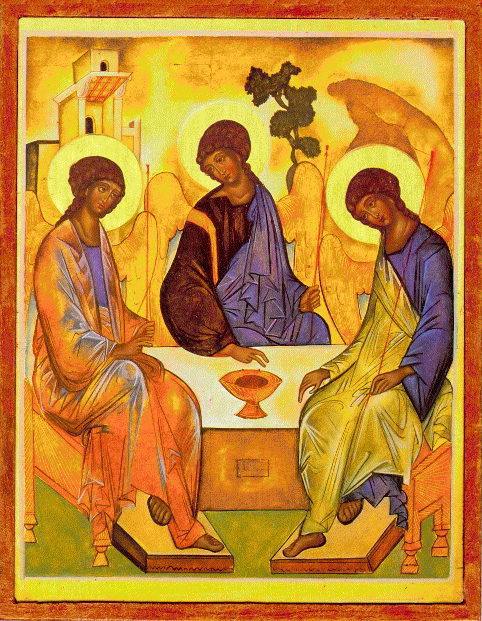
L'icona della "Santissima Trinità", opera del monaco-pittore russo Andrej Rublëv (1360-1427) che rappresenta i tre angeli apparsi ad Abramo a Mamre.

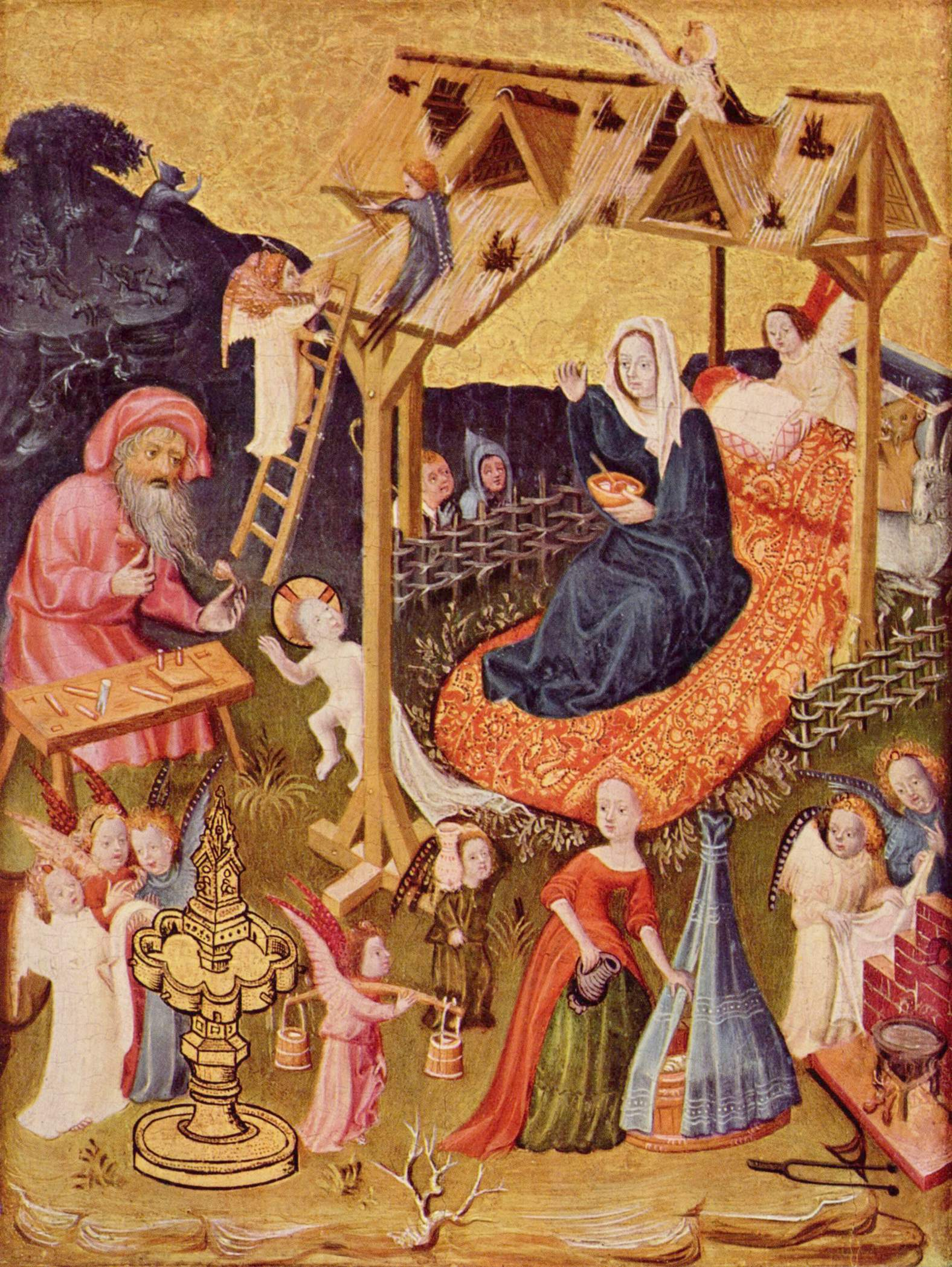
Scuola del Basso Reno, Sacra famiglia con angeli, 1425 circa, Berlino, Gemäldegalerie.

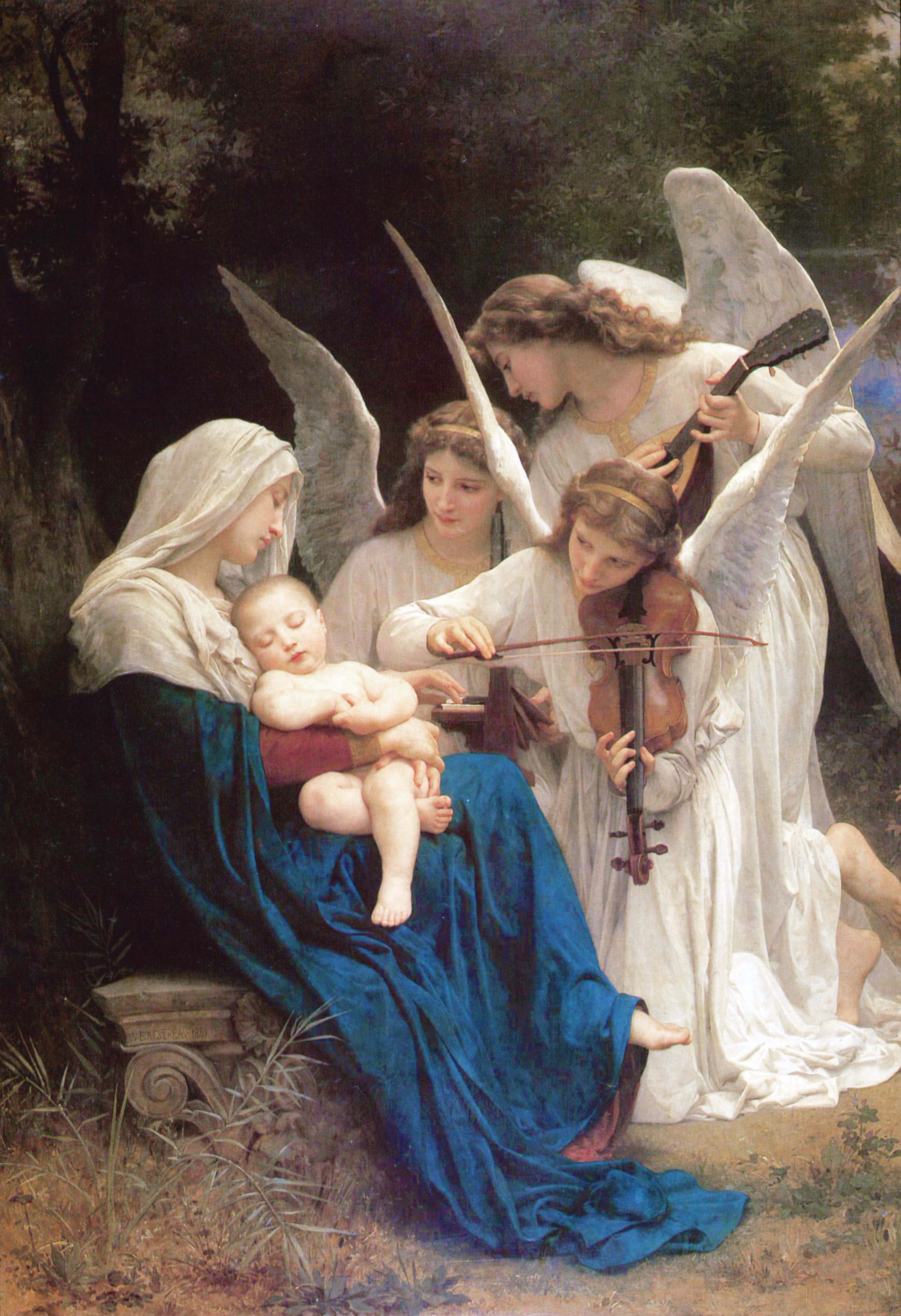
Il Cantico degli Angeli (1881), dipinto di William-Adolphe Bouguereau.

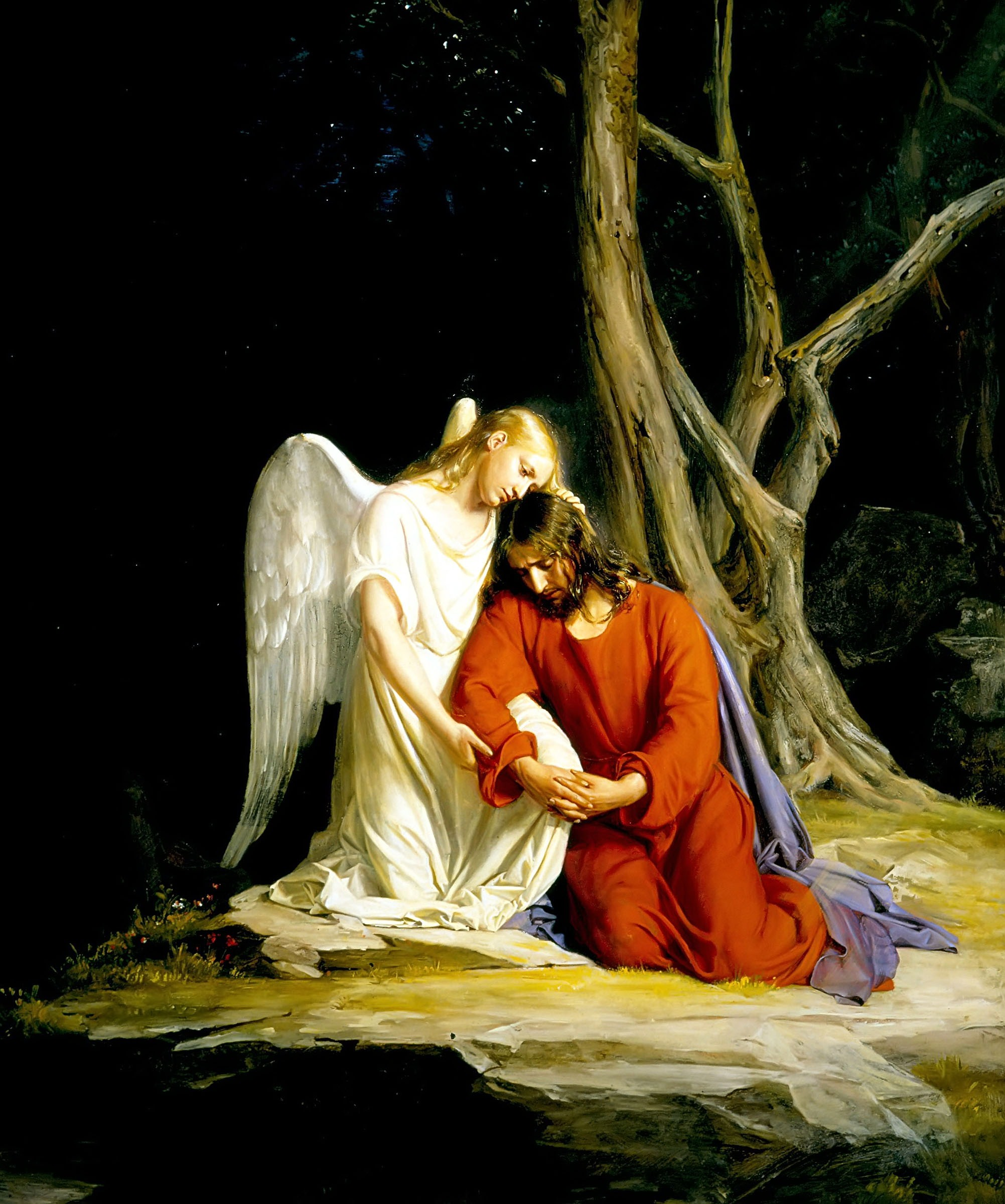
Un angelo conforta Gesù prima del suo arresto nel giardino di Getsemani, di Carl Heinrich Bloch.

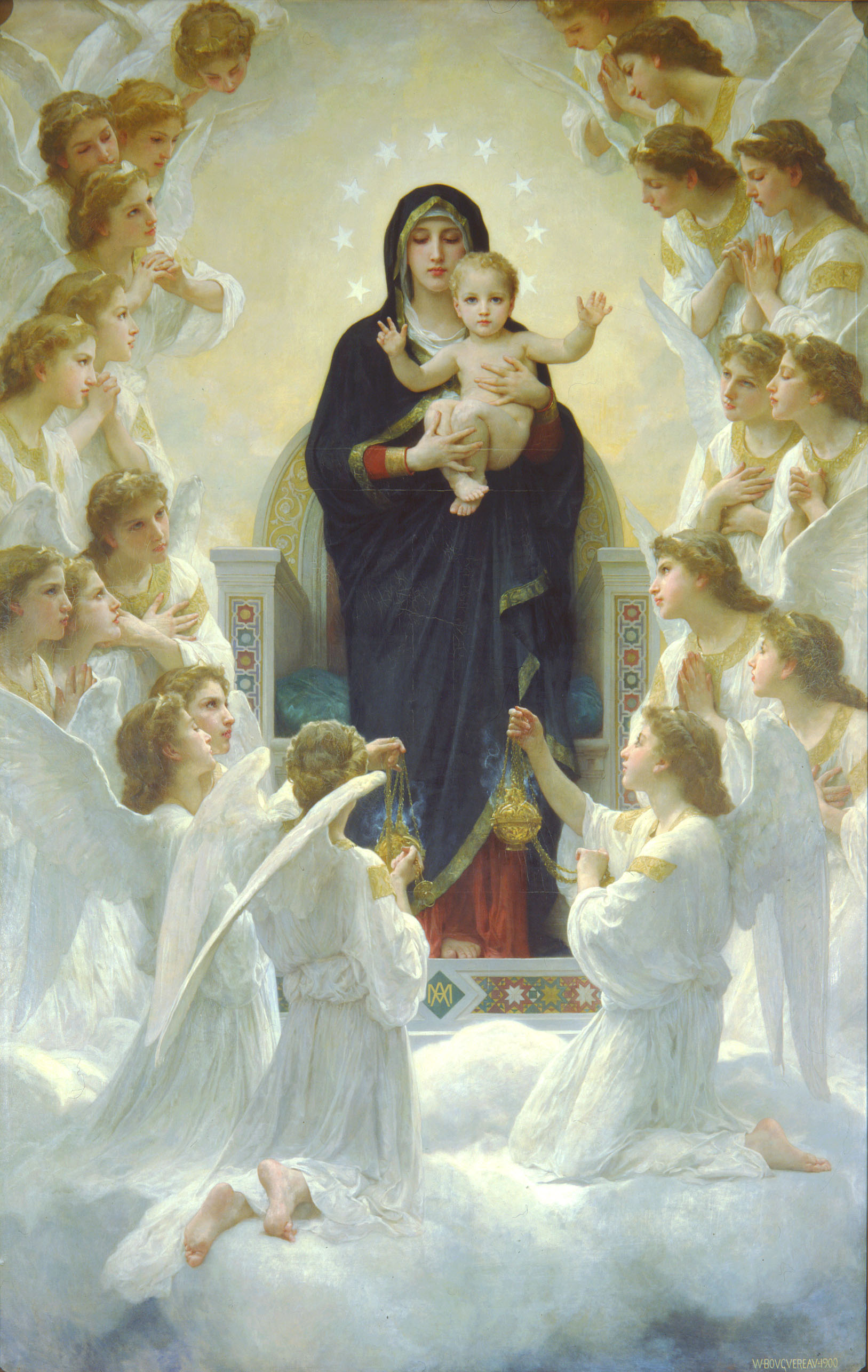
La Vergine con gli Angeli, di William-Adolphe Bouguereau.

Il Cristianesimo ha ereditato la nozione degli angeli dalla cultura religiosa biblico-ebraica, soprattutto di lingua greca, ridisegnandone le figure nei nuovi testi, alcuni dei quali diventano il Nuovo Testamento. Così, ad esempio l'angelo ebraico nominato nel Libro di Daniele, Gaḇrîʼēl, reso nei Vangeli in greco antico come Γαβριήλ (Gabriēl), in latino, nella Vulgata, come Gabrihel (Gabriele in italiano) è l'angelo dell'Annunciazione.

(Vangelo di Luca, I, 26-8)
Paolo di Tarso, figura fondamentale nel Cristianesimo, ne elenca, nella Lettera ai Colossesi la gerarchia:
(San Paolo. Lettere ai Colossesi I,16. Milano, Rizzoli, 2009, p. 493)
Sempre Paolo di Tarso successivamente stabilirà un principio che resterà centrale nella Storia del Cristianesimo:
(San Paolo. Lettere ai Colossesi II,18. Milano, Rizzoli, 2009, p. 497)
Analogamente, nel 336, il Concilio di Laodicea nel Canone 35 proibirà le pratiche di invocazione e di adorazione degli angeli.
Dal punto di vista iconografico gli angeli cristiani verranno raffigurati con le ali solo a partire dal IV secolo, questo per evitare la loro confusione con divinità pagane come Nike.

### Angelologia patristica
Partendo dall'analisi della Bibbia Septuaginta, redatta in lingua greca, i Padri della chiesa cristiana avviarono la loro ricerca teologica sugli angeli, ma per stabilire quale fosse il loro numero, quando essi furono creati e dove vivessero.
Origene sostenne che gli angeli fossero precedenti agli uomini nella creazione, considerando le anime degli uomini come angeli decaduti.
Giustino, Ireneo, Lattanzio e Ambrogio, seguendo il Libro di Enoch considerato canonico dalle chiese cristiane dei primi secoli, considerarono "angeli" i figli di Dio (beně Ělōhīm) che peccarono con le figlie degli uomini. Per le medesime ragioni Tertulliano ritenne che gli angeli disponessero di un corpo, visibile solo al loro creatore, capace di prendere la forma umana.
A partire dal IV secolo la Chiesa cristiana rigettò la canonicità del Libro di Enoch e quindi negò la corporeità degli angeli, in questo modo si espressero, tra gli altri, Tito di Bostra, Eusebio di Cesarea, Gregorio di Nissa e Giovanni Crisostomo. Tuttavia la corporeità fisica degli esseri spirituali, rigettata a partire dal IV secolo sul piano teologico, sopravvisse per tutto il Medioevo sul piano giuridico quando fu ammesso il commercio sessuale col demonio (δαιμόνιον- διάβολος della Septuaginta) commesso dalle streghe.
Pseudo-Dionigi l'Areopagita nel suo De caelesti hierarchia riprende parte della classificazione elaborata dal pagano Proclo stabilendo la gerarchia angelica in base alla prossimità a Dio seguendo tale ordine: i serafini (più vicini a Dio) seguiti dai cherubini, dai principati, dalle dominazioni, dalle virtù, dalle potestà, dagli arcangeli e dagli angeli (questi ultimi i più lontani).

### Angelologia scolastica

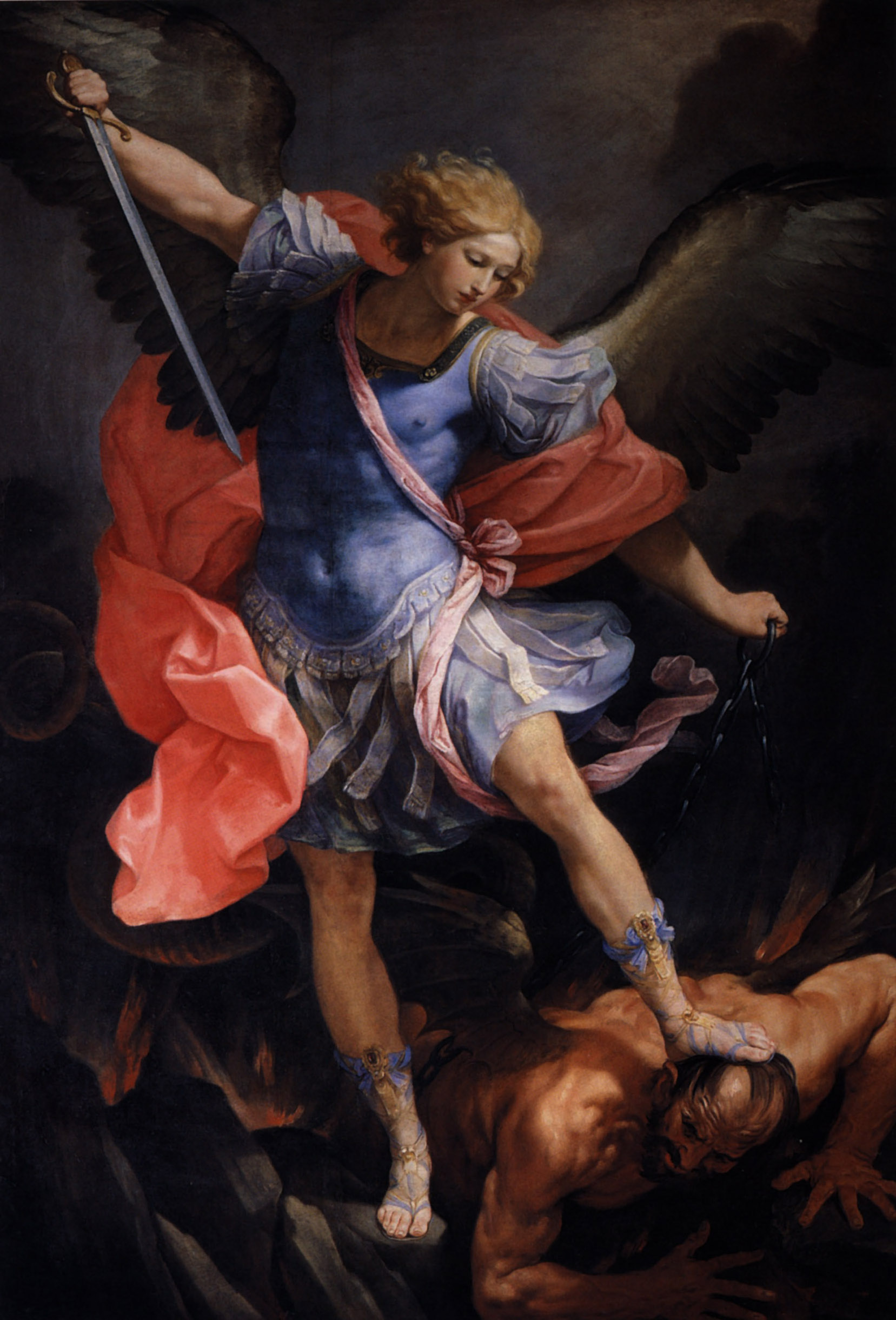
L'Arcangelo Michele indossa un mantello e una corazza militare romana in questa rappresentazione del XVII secolo di Guido Reni, il celebre San Michele arcangelo caccia Lucifero, a Roma, Chiesa di Santa Maria Immacolata a Via Veneto.

Con la scolastica il tema "angelico" si focalizza sulla natura di questi esseri spirituali, trovando nel Concilio Lateranense IV (1215) uno dei momenti più significativi.
Il primo autore a offrire largo spazio a questa meditazione fu Onorio Augustodunense, il quale dedicò al tema ben quattro capitoli del suo Elucidarium (composto tra il 1108 e il 1110).
Secondo la Summa Theologiae di san Tommaso d'Aquino, gli angeli furono creati da Dio nel Cielo Empireo (LXI. 4) nell'arco di un solo istante, lo stesso nel quale Dio iniziò a creare tutte le cose visibili dell'universo (LXI. 3). Il Cielo Empireo è lo stesso dei beati. La vita Angelica è pura conoscenza e amore. Essendo incorporei, la loro conoscenza è più perfetta di quella umana perché non può procedere dai cinque sensi del corpo (LIV. 5), bensì intravede la verità delle cose istantaneamente e senza la necessità di ragionare (LV. a; LVIII. 3,4). Ciò non significa affatto che gli angeli siano onniscienti come Dio. Essi conoscono tutte le creature e tutto ciò che accade nel mondo esterno (LV. 2). Tuttavia, non possono conoscere i pensieri segreti degli esseri umani a meno che questi ultimi non intendano rivelarli loro (LVII. 4); inoltre, non possono conoscere il futuro se Dio non lo rivela loro (LVII. 3). Sant'Agostino aggiunge che gli angeli santi conoscono l'intero creato, scorgendo in tutte le creature le ragioni eterne per cui sono state create dal Verbo.
Essendo più simili dell'uomo a Dio nella gerarchia delle creature, ed essendo Dio Atto puro di sola forma e privo di materia, anche gli angeli sono enti di sola forma e immateriali, invisibili e incorporei. Ogni angelo è una specie a sé stante in senso aristotelico, il cui principio di individuazione è la sola e pura forma di cui l'angelo stesso è composto: gli angeli si distinguono non per la materia di cui sono privi, ma per la forma che è il loro unico costituente.
Gli angeli dunque non sono oggetto della composizione fisica di materia e forma, ma, come tutte le creature, subiscono la seconda composizione metafisica di essenza ed esistenza (Actus essendi). Queste due sono identiche soltanto in Dio; la separazione fra essenza ed esistenza nelle creature fa sì che esse siano finite e che ricevano la vita per dono gratuito di Dio.

### Cattolicesimo
Anche nel Cattolicesimo gli angeli sono creature di Dio spirituali, incorporee ma personali (dotate di intelligenza e volontà propria) e immortali. La loro perfezione supera quella di tutti gli esseri visibili. Simile affermazione sull'ordine del creato si ritrova nel Vangelo:
(Lc 7, 28)
Nel Libro di Tobia, l'arcangelo Raffaele dichiara di non avere un corpo umano né di nessun tipo, e come lui tutti gli altri angeli:
(Tobia 12, 18-19)
Pur tuttavia, mostrano sentimenti comuni agli esseri umani, come gradire o non sopportare certi odori, nello stesso unico passo in cui si mostra la loro capacità di bilocazione istantanea:
(Libro di Tobia, VIII, 3)
Degno di nota è che l'unico esorcismo operato in tutta la Bibbia direttamente da un (arc) angelo è quello che precede l'unione carnale di Tobia con la moglie, che gli trovò Raffaele e gli era promessa in sposa.
Infine, dai fatti narrati dell'Annunciazione e Visitazione, dal profeta Daniele e dall'introduzione all'Apocalisse sappiamo del potere degli angeli fedeli a Dio di vedere passato e futuro.
L'esistenza degli angeli è una verità di fede confermata dalla Sacra scrittura e dalla tradizione cattolica. Secondo una definizione di sant'Agostino, il termine angelo non definisce l'essere della creatura bensì l'ufficio o il compito assegnato da Dio. Sono realtà spirituali alle dirette dipendenze di Dio.
Nella Chiesa cattolica gli angeli assumono una dimensione fortemente cristologica. Essi annunciano Cristo, lo servono, ne sono messaggeri, sono creati fin dalla loro origine in funzione del suo regno e del suo disegno di salvezza e di vita.
Gli angeli hanno anche la funzione di assistere e proteggere la Chiesa e la vita umana, per questo vengono invocati nelle celebrazioni e nelle preghiere dei credenti. Sono segno della provvidenza di Dio e circondano con la loro protezione e intercessione tutta la vita umana del fedele. Secondo le parole di Gesù, ognuno ha un proprio angelo custode e quelli dei bambini e dei semplici contemplano continuamente il volto di Dio.
Secondo la Chiesa cattolica, nella Bibbia, Libro di Tobia, si legge che gli arcangeli sono coloro che siedono alla presenza di Dio, ne contemplano la gloria e lo lodano incessantemente. La Chiesa cattolica celebra la memoria di tre angeli in particolare:
- Michele è a capo delle schiere celesti. È lui che scaraventò Lucifero lontano dal Paradiso. Nel Libro di Daniele (XII, 1) viene indicato come particolare protettore del popolo di Israele.
- Gabriele si suppone lottò con Giacobbe (Genesi XXXII), rompendogli il femore, e gli diede il nome di Israele. Apparve alla Vergine Maria, annunciandole la nascita di Gesù (Annunciazione).
- Raffaele è citato nel Libro di Tobia, e accompagnò Tobia nel viaggio in Mesopotamia per recuperare il denaro del padre, liberò Sara da un diavolo e favorì il matrimonio di questa con Tobia. È spesso identificato come l'angelo custode per eccellenza.

Secondo la tradizione medievale, le gerarchie angeliche possono essere concepite in base alla sistematizzazione proposta dallo pseudo-Dionigi Areopagita nella sua opera De coelesti hierarchia, suddividendo gli angeli in nove "cori angelici": Angeli; Arcangeli; Archai o Principati; Potestà; Virtù; Dominazioni; Troni; Cherubini; Serafini. Sono tre serie di schiere angeliche composte ciascuna da tre tipologie di angeli, i quali avrebbero funzioni, regole e compiti precisi.
Secondo Agostino di Ippona, agli angeli fu concessa da Dio la libertà di scegliere fra il bene e il male, una scelta, data la loro natura puramente spirituale, definitiva e irreversibile. Così essi si divisero fra quanti servono Dio e la gerarchia di angeli che ha come guida il demonio. Per gli angeli, esseri spirituali nel pieno auto-possesso di sé, non è possibile il pentimento, caratteristico invece della natura imperfetta e limitata degli esseri umani. Dio, quale garante del libero arbitrio umano, non consente ad angeli o demoni di interferire con la vita e le scelte dell'uomo. Ciò non toglie che l'uomo possa invocare il loro aiuto attraverso la preghiera, non invece attraverso le pratiche occulte, essendo queste gravemente immorali e risolutamente condannate dalla Sacra Scrittura.
Dal 1670 papa Clemente X stabilì definitivamente nel rituale cattolico la festa dell'angelo custode il 2 ottobre.

## Nello Gnosticismo
Il tema degli "angeli" acquisisce un ruolo piuttosto centrale nelle dottrine religiose gnostiche. Con il termine "gnosticismo", coniato in Europa nel XVIII secolo, gli studiosi classificano un fenomeno religioso diffusosi nel Vicino Oriente e nel mondo classico intorno al I-II secolo d.C.
Le radici di tale fenomeno religioso le si possono riscontrare in una comunità battista samaritana che, unitamente a quelle giudaiche non rabbiniche, ebbe origine dal mistico e asceta Giovanni Battista.
Dopo la morte di Giovanni Battista il movimento "battista" si suddivise in vari tronconi. In uno di questi, quello "samaritano" che ebbe in Dositeo, Simone e Menandro alcuni dei suoi più significativi leader, si svilupparono per la prima volta alcune originali dottrine religiose. La principale tra queste voleva il mondo non creato da un dio creatore, quanto piuttosto da angeli degenerati che non conoscevano la natura del loro stesso creatore; il battesimo, in questo quadro apocalittico, aveva lo scopo di far riacquistare l'immortalità agli uomini negata da questi angeli. Contemporanei ai seguaci di Gesù di Nazareth, anche i seguaci di Simone Mago attribuivano al loro "maestro" delle qualità divine, incarnando egli stesso la potenza di Dio discesa sulla terra per ristabilire l'ordine.
Così l'apologeta cristiano Giustino riporta, nella Prima apologia dei cristiani (23, 3), queste credenze:

## Nell'Islām

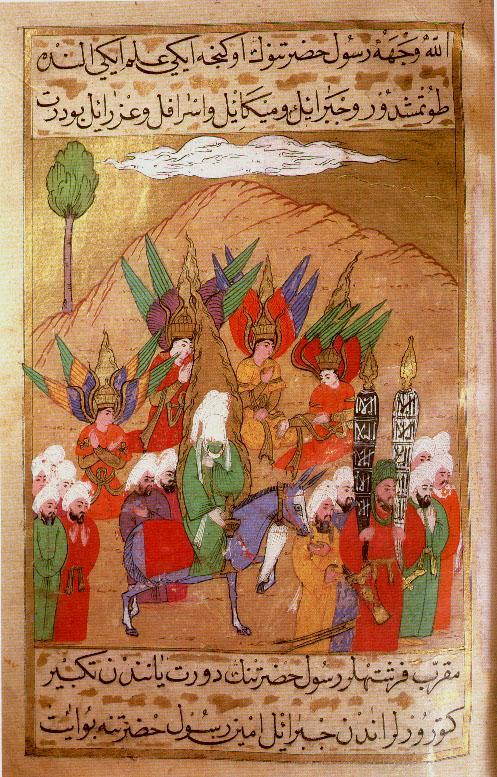
Maometto e i suoi Compagni che avanzano alla conquista di Mecca, accompagnati dagli angeli Gabriele, Michele, Israfil e Azrail.
(Manoscritto in lingua turca del 1595 del Siyer-i Nebi, opera biografica sul Profeta il cui originale arabo, la Sīrat al-nabī, fu realizzata da Ibn Isḥāq)

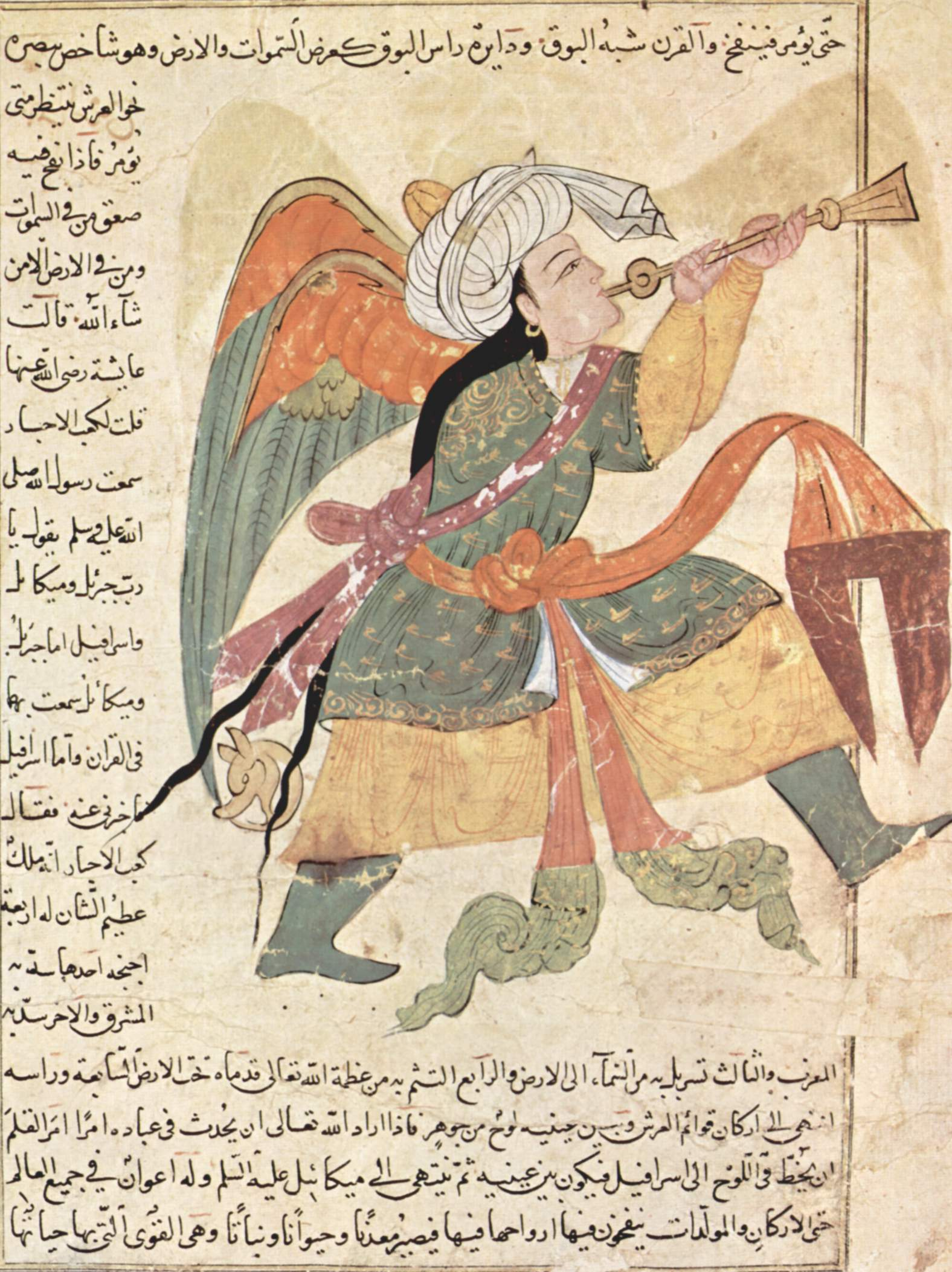
Isrāfīl suona la tromba del Giudizio, in un manoscritto iracheno del XIII secolo delle ʿAjāʾib al-makhlūqāt ("Le meraviglie delle cose create") di Zakariyyāʾ b. Muḥammad al-Qazwīnī (Freer Gallery of Art, Washington D.C.)

Per l'Islām l'esistenza degli angeli (in arabo ملاك‎?, malāk, pl. ملا ئكة, malāʾika) è un atto di fede e chi nega la loro esistenza è considerato un "infedele".
Gli angeli, infiniti di numero, hanno il compito di servire Allāh, di cui sostengono il trono e di cui cantano le lodi e le adorazioni; creati prima dell'uomo, sono fatti di luce e hanno anche la missione di condurre gli uomini a Dio secondo la sua volontà, avendo anche il compito di registrare le azioni umane che saranno soppesate, quando, loro stessi e su comando divino, suoneranno la tromba del Giudizio finale.
Gli angeli sono dotati di due, tre o quattro paia di ali, la differenza tra questi dipende dalla velocità con cui adempiono ai comandi divini:
(Corano, XXXV:1. Traduzione di Gabriele Mandel in Corano. Torino, UTET, 2006, pag. 218 (434))
Tra gli angeli vengono nominati Michele, il quale compare una sola volta nel Corano II,98, indicato come ميخائيل Mikal e Gabriele, indicato come جبرئیل Gibraʾīl, il quale è invece menzionato esplicitamente anche nella sura LXVI:4:
(Corano (II, 98). Traduzione di Gabriele Mandel in Corano. Torino, UTET, 2006, pag.9 (16))
Gabriele è l'angelo gerarchicamente più importante, lui trasmette ai profeti la "rivelazione" divina, avendo annunciato anche a Maria (مريم Maryam) la sua maternità.
Altri angeli, alcuni citati nel Corano altri attestati nella tradizione successiva, sono: Isrāfīl (إسرافيل), l'angelo della fine del Mondo; ʿIzrāʾīl (عزرائيل), l'angelo della morte; Riḍwān (رضوان), il guardiano (khāzin) del paradiso; Mālik (مالك) il guardiano (ḵẖāzin) dell'inferno:
(Corano (XLIII, 77). Traduzione di Gabriele Mandel in Corano. Torino, UTET, 2006, pag. 249 (496))
Due angeli particolari, Munkar e Nakīr (منكر و نكير), sono preposti a un "interrogatorio" dei defunti, una volta deposti nella tomba. Le domande essenziali riguardano l'appartenenza o meno all'Islam ("chi è il tuo Dio?", "chi è il tuo Profeta?"). E nel caso che le risposte condannino il defunto, Munkar e Nakīr lo percuotono violentemente cominciando a somministrargli in anticipo, già nella tomba, la condanna che verrà comminata dopo il giorno del Giudizio. Questa dottrina e questi due angeli non sono tuttavia mai esplicitamente menzionati nel Corano appartenendo piuttosto alle credenze sulle dottrine trasmesse per testimonianza orale (samʿiyyāt) e basate sull'interpretazione implicita dei versi del Corano [XIV, 27 (32); XL, 40 (49); LXXI, 25] e sull'esplicita tradizione esegetica (ad es. al-Taftāzānī Commentario sul al-Nasafī ʿAqāʿid, Il Cairo, 1321, CIX).
Altri due angeli, questi menzionati nella II sura del Corano Hārūt e Mārūt (هاروت وماروت) riflettono le idee angelologiche zoroastriane e insegnano le arti magiche agli uomini, avendo peraltro deciso di rimanere sulla Terra per amore di una donna:
(Corano II,102. Traduzione di Gabriele Mandel in Corano. Torino, UTET, 2006, pag.9 (16))
Il Corano distingue altre due specie di esseri spirituali con funzioni e caratteristiche diverse dagli angeli: i jinn (جني, simili ai "geni" della tradizione europea) e i diavoli (إبليس; anche shayāṭīn شياطين). A differenza degli angeli che hanno natura di "luce", i jinn e gli shayāṭīn hanno sostanza di fuoco. Tali esseri spirituali si differenziano inoltre per l'atteggiamento nei confronti dell'uomo: gli angeli del Corano non differiscono da quelli menzionati nei testi dell'Ebraismo e del Cristianesimo, mentre i jinn hanno una funzione ambigua, dividendosi in un gruppo (maggioritario) più o meno nettamente ostile all'uomo e in un gruppo (minoritario) a lui benevolo, capace di proteggere luoghi e persone.
Tra questi ultimi si ricordano i qarīn (قرين), due esseri invisibili - uno miscredente e uno credente - che agiscono da "spiriti custodi" (Maometto si dice avesse convertito il suo che era miscredente, rendendolo anch'esso spirito positivo). Caratteristica infatti dei jinn è di poter essere musulmani (e quindi benevoli) o non musulmani (e quindi ostili all'uomo).

## Interpretazioni moderne dell'angelo biblico
Tanto Thomas Hobbes che Baruch Spinoza si misurarono con la questione della rivelazione divina così come si presenta nel testo biblico.
Nel suo sforzo di stabilire che la conoscenza profetica del divino si fondava esclusivamente sull'imaginatio ("immaginazione"), Spinoza, nel suo Trattato teologico-politico, spende qualche parola sulla figura dell'angelo. L'imaginatio in questione, come parafrasa Antonio Droetto, "non è l'operazione eseguita dalla mente sopra le vestigia delle impressioni sensibili". Mentre quella di cui parla nei Cogitata metaphysica e nella seconda parte dell'Ethica è un'immaginazione che l'attività intellettuale porta a conoscenza distinta (in coerenza rispetto ai principi del razionalismo cartesiano), quella profetica non è una conoscenza, neppure di primo grado. Si tratta di un'attività chiusa in sé stessa e finisce per essere negazione della Sostanza e della sua conoscenza, negazione della scienza di Dio. Se Dio è l'oggetto dell'immaginazione profetica, ciò avveniva, secondo Spinoza, perché gli Ebrei tendevano ad attribuire a Dio tutto ciò che non capivano. Hobbes, per suo conto, scriveva nel Leviatano, che non esiste né può esistere alcuna immagine di forme invisibili o di sostanze infinite. Mentre per Spinoza, la Scrittura è "il documento dell'immaginazione, e non della scienza dei profeti", per Hobbes le manifestazioni sovrannaturali, fuori dall'economia consueta della Natura, sono ascrivibili a Dio e intendono significare la sua presenza e la sua volontà, spiegazione inammissibile per Spinoza, per il quale l'agire divino non ammette distinzioni speciali rispetto all'economia naturale e qualsiasi idea in contrario sostiene l'idolatria. Hobbes, insomma, mantiene in piedi l'idea di un ordine sovrannaturale che sarebbe stato rivelato ai profeti, mentre per Spinoza questo "mistero" consiste solo nella sua alogicità.
Quanto detto per le manifestazioni dirette di Dio che la Scrittura registra vale per Spinoza anche in riferimento agli angeli, che egli interpreta come uno tra "i mezzi adoperati da Dio per rivelare agli uomini i suoi decreti". Chiarito che la rivelazione avviene ai profeti solo attraverso immagini, Spinoza menziona alcuni passi biblici in cui figurano angeli, in ordine:
- Dio manifesta la sua collera a Davide per il tramite di un angelo che mette mano alla spada (Primo libro delle Cronache, 21.16[88])
- Un angelo appare all'asina di Balaam (Numeri, 22.22-23[89])
- Un angelo si manifesta alla moglie di Manoach (Libro dei Giudici, 13.2-3[90])
- Un angelo ferma Abramo, in procinto di uccidere il figlio Isacco (Genesi, 22.9-12[91])

Mentre Maimonide, nella sua ottica razionalista, non riusciva a dare conto della suscettibilità di "specie visibile" della natura angelica, supportata dalla Scolastica sulla scorta di Aristotele, e interpretava perciò la visione degli angeli metafisicamente, come immagine non vera, sensazione non reale, rappresentazione fantastica avvenuta in sogno, per Spinoza questo è violentare il testo biblico per cavarne significati a supporto di dottrine. Altrettanto, a giudizio di Spinoza, fanno i rabbini, nel momento in cui interpretano gli angeli allegoricamente. Per Spinoza, semplicemente, gli angeli non appartengono alla sfera della metafisica, ma a quella della teologia. Per lui non esiste, insomma, un mezzo intellettivo per cogliere la rivelazione divina. Ogni raccordo tra ragione e fede è impossibile: in ciò avversa soprattutto Tommaso, il quale sosteneva, oltre alla via immaginativa, una via intellettiva, intesa come munus ordinarium ("dono naturale") del profetare, che si aggiungeva al munus extraordinarium, quello dell'intervento soprannaturale.